# Pet Society
Pet Society was een populair computerspel dat gespeeld kon worden via een applicatie op Facebook of op de website van Playfish, de ontwikkelaar van het spel. Het spel werd gezien als een van de populairste spellen die op de Facebook gespeeld konden worden, zich plaatsend naar onder andere FarmVille.
Op 14 juni 2013 werd het spel definitief gesloten.
Spelers konden een digitaal huisdier kiezen en ontwerpen (geslacht, naam, kleuren, et cetera), waarna ze er uitdagingen mee konden voltooien, waaronder wassen, kammen, aaien en voeden van het huisdier. Ook was er de mogelijkheid om de huisdieren van de vrienden van de spelers te verzorgen. Een speler kon het huisdier van de vriend bezoeken en deze verzorgen, waarna de speler punten kreeg, Paw Points genaamd.